# 星になるまで because of you
『星になるまで』（ほしになるまで 、原題：為你存在的每一天　Because of You）は、2019年の台湾映画。

## ストーリー
知的障がいを持つシャオチン（ヤオ・アイニン）は友人の家に間借りさせてもらいながら愛する娘・シンシンを懸命に育てている。金銭的に厳しい生活でも、すくすくと育つシンシン。いつまでも幸せな日々を過ごしたいと願う二人の元に、ソーシャルワーカーのジミンが訪問し、二人の生活を調査する。ジミンはできる限りシャオチンとシンシンがこれからも一緒に暮らしていけるよう、最適な援助をしようと試みるが、ある出来事がきっかけで理不尽な状況に追い込まれていく。

## キャスト
- ヤオ・アイニン
- ショーン・ホァン
- ユー・ラーチェン
- チェン・ピンシュアン